# Tristanrörhöna
Tristanrörhöna (Gallinula nesiotis) är en utdöd fågel i familjen rallar inom ordningen tran- och rallfåglar som tidigare förekom på ön Tristan da Cunha i södra Atlanten. Den rapporterades senast 1900 och kategoriseras av IUCN som utdöd. Goughrörhöna (G. comeri), som fortfarande finns på grannön Gough Island samt sedan 1950-talet introducerad på huvudön, betraktas ibland som en underart till nesiotis.